# هالو (پنسیلوانیا)
هالو (به انگلیسی: Hollo) یک منطقهٔ مسکونی در ایالات متحده آمریکا است که در Lower Nazareth Township واقع شده‌است.